# 小槻山君
小槻山君(おつきやまのきみ、おつきのやまの-)は、古代の豪族の一つ。姓は公・君（きみ）。小月山君とも記される。
第11代垂仁天皇の皇子を祖とする皇別氏族。

## 出自
垂仁天皇と妃苅幡戸辺との間の皇子・落別王を祖とする。『古事記』では、落別王は「小月之山君（=小槻山君）・三川之衣君の祖」と記されている。
一方、異母皇子の息速別命を祖とする説もあり、『日本三代実録』に小槻山君氏族について「息速別命之後也」と記されている。（詳細は小槻氏#出自を参照）

## 歴史
古代、近江国栗太郡（現 滋賀県草津市・栗東市一帯）を拠点とした豪族である。
天平年間には朝廷に献上されていた采女・小槻山広虫の名が文献に見え、栗太郡郡司クラスの家柄だったと推測される。
また、嘉祥2年(849年)小槻山家嶋が興統公の姓を賜って京に居を移すとある他、貞観15年（873年）小槻山今雄と有緒らが京に居を移すとある。
その後貞観17年（875年）今雄・有緒・良真らは「阿保朝臣」の氏姓を賜って改姓する。後年今雄の子孫はさらに小槻宿禰と改姓するが、元の小槻山君に関しては文献から名が消える。
弘仁6年（815年）に成立した『新撰姓氏録』では、小槻臣の記載はあるが小槻山君はない。

### 京移住以後
前述のように阿保今雄らは京に居を移し、子孫の小槻氏（官務家）は朝廷に仕えることとなる。
一方で影響力は無くなったのか、元の栗太郡では文献に名があまり見られなくなる。その後の足跡として栗東市に所在する大宝神社の神主として小槻氏一族の名が散見されるが、氏神であるはずの小槻大社の神主には同時期に小槻氏の名がなく、青地氏の名が見られる。これより、小槻氏は青地氏に駆逐されたのか、もしくは青地氏が以後も小槻大社・小槻神社に対する寄進を重ねていることから、青地氏は改名した小槻氏一族もしくは小槻氏の在地領主と考えられる。その後、青地氏は室町・戦国時代、近江国における有力氏族として六角氏・織田氏の下で戦いを重ねるが、元珍の代で没落し、江戸時代以後は加賀藩士として維新を迎える。

## 現在の栗太郡地域
小槻山君が拠点とした栗太郡地域には、現在も氏神の落別王を祭神とする神社が建つ。
- 小槻神社 （滋賀県草津市青地町）

祭神：於知別命（落別王）、天児屋根命
- 小槻大社 （滋賀県栗東市下戸山）

祭神：落別命（落別王）、大己貴命
さらに、小槻大社には小槻山君一族のものとされる小槻大社古墳群が残る。古墳時代後期（6世紀前半頃）のものが17基残り、最大の1号墳は直径25ｍの円墳である。また、小槻大社付近には直径50mの円墳の下戸山古墳や、栗太郡衙跡に比定される岡遺跡が残っており、これらからも当地における小槻山君の勢力がうかがわれる。